# Himmeli

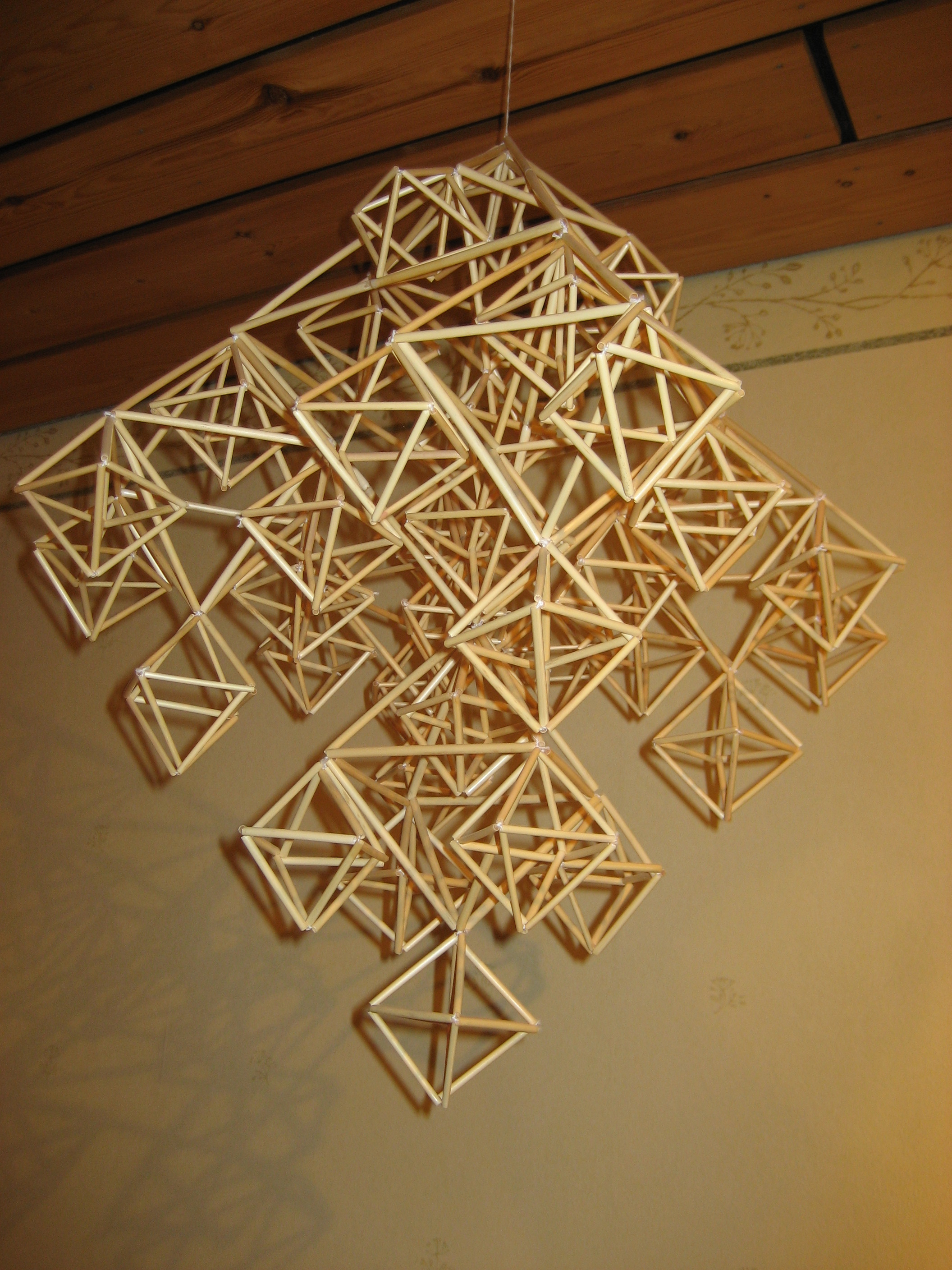
Himmeli

Himmeli ist eine aufwendige Bastelei aus Stroh, die in Nordeuropa (Norwegen, Schweden, Finnland, Estland, Lettland und Litauen), Polen und Osteuropa (Belarus, Ukraine und Russland) eine beliebte Weihnachtsdekoration darstellt.

## Beschreibung
Es handelt sich um ein aus Strohhalmen gebasteltes, von der Zimmerdecke herabhängendes pyramidenförmiges Mobile. Früher wurden diese Mobiles schon im Herbst hergestellt und blieben sogar bis in das Frühjahr hinein über dem Esstisch hängen. Manchmal wurden sie auch mit farbigem Papier verziert. Himmeli gilt als der komplizierteste Weihnachtsschmuck. Eine etwas einfachere Art kann hergestellt werden, wenn Roggenstroh mit Ähren in eine rohe Kartoffel gesteckt wird. Dabei entsteht ein kugelförmiges Strohgebilde.

## Wortherkunft

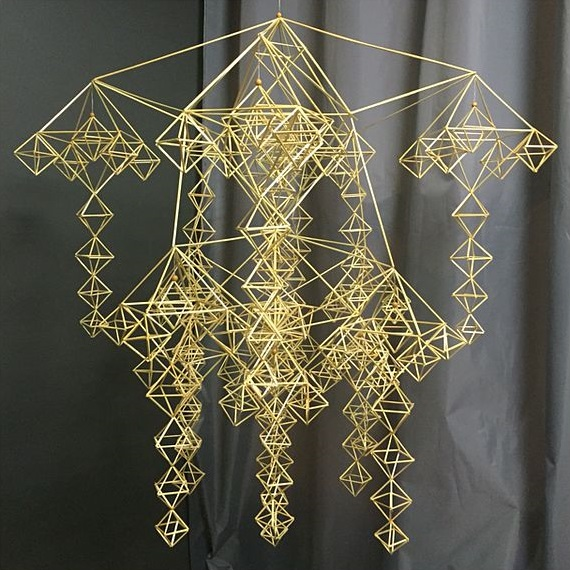
Lettische Himmeli – puzuris

Das Wort „himmeli“ stammt aus dem Schwedischen „himmel“, das „Himmel“ bedeutet. Er ist eine aus Stroh mit Faden zusammengebundene Dekoration, die zu Weihnachten von der Decke gehängt wird. Ein Himmeli wird selber gebastelt und es erfordert Geduld und Zeit. 
Aus Stroh macht man vielerlei Dekorationen, wie z. B. Kränze, Böcke, Sterne. Das Stroh symbolisiert das erste Bett des Christkindes in der Scheune in Betlehem.
In Lettland wird diese Tradition „puzurs“ (pl. puzuri) genannt, in der Ukraine ist sie als „павук“ [pawuk] (Spinne) bekannt. Die litauischen „sodai“ (Gärten) wurden 2023 in die UNESCO-Liste des immateriellen Kulturerbes der Menschheit aufgenommen.